# Music Moves Europe Award

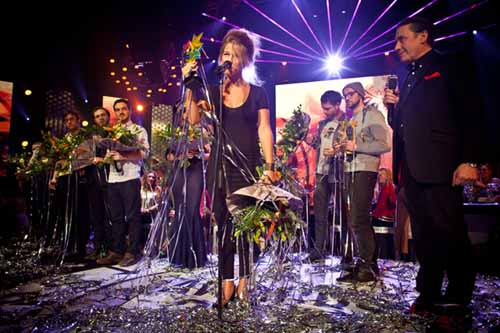
EBBA Awards 2012 - Selah Sue - (foto: Mike Breeuwer)

 În fiecare an, European Border Breakers Awards (EBBA) recompensează eforturile a 10 artiști sau formații noi ale căror Albumule de debut, lansate în anul anterior, s-au bucurat de succes în afara țărilor de origine. Printre câștigătorii edițiilor precedente se numără Adele, Tokio Hotel, The Baseballs, Zaz, Lykke Li, Milow, Katie Melua, Damien Rice, Caro Emerald, Stromae și Mumford & Sons.

## Organizare
EBBA au fost create la inițiativa Comisiei Europene și reprezintă un premiu al Uniunii Europene. Selecția și ceremonia de decernare a premiilor sunt organizate de Fundația Noorderslag, care își propune să promoveze muzica pop europeană.

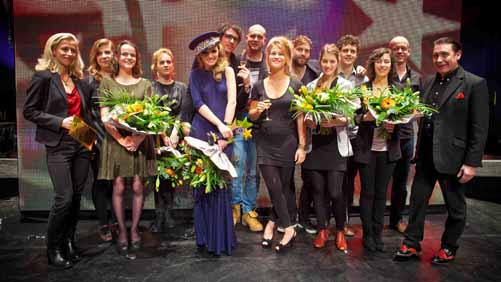
European Border Breakers Awards 2012 – Toţi câştigătorii (foto: Mike Breeuwer)

## Parteneri
- Uniunea Europeană de Radiodifuziune (UER)[5]
- Programul european de schimb de talente (ETEP), care a creat o rețea a festivalelor europene de muzică pop, prin care facilitează contractarea formațiilor europene în alte țări decât cea de origine.[5] De asemenea, oferă presei informații despre artișii europeni aflați la începutul carierei.[6]

## Selecția câștigătorilor
Artiștii sau formațiile nominalizate la European Border Breakers Awards se selectează după următoarele criterii:
- succesul pe care Artistul sau formația l-a înregistrat pe plan internațional cu Albumulul de debut lansat în anul precedent
- timpul de antenă alocat Artistului de posturile de radio ale Uniunii Europene de Radiodifuziune (UER)
- succesul obținut de Artistul la festivalurile europene (ETEP) desfășurate în afara țării de origine.[7]

## Premiul de popularitate
Începând din anul 2010, se organizează un vot on-line, pentru a-l desemna pe câștigătorul care, pe lângă premiul „normal”, va obține și premiul de popularitate. Primul câștigător a fost cantautorul belgian Milow. În anul 2011, premiul i-a revenit formației germane de rock and roll The Baseballs. 

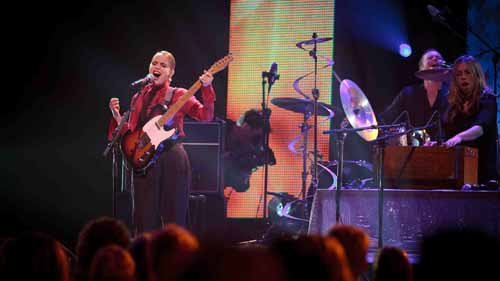
European Border Breakers Awards 2012 - Anna Calvi - (foto: Mike Breeuwer)

## Ceremonia
Din anul 2009, ceremonia de decernare a premiilor se desfășoară în luna ianuarie, pe parcursul Festivalului Eurosonic Noorderslag, în orașul olandez Groningen. Gazda evenimentului este muzicianul și prezentatorul BBC Jools Holland. Câștigătorii cântă live pe durata ceremoniei și a festivalului. Laureați ai edițiilor precedente participă la eveniment, în calitate de invitați speciali. Ceremonia este înregistrată de postul public olandez NOS/NTR și retransmisă prin intermediul NET3. În fiecare an, spectacolul este preluat de diverse posturi europene de televiziune.

## Context
Premiile EBBA au fost lansate la inițiativa Comisiei Europene, în 2004. Prin intermediul lor, Comisia intenționează să stimuleze promovarea muzicii pop și să pună în valoare diversitatea muzicală a Europei. Premiile sunt finanțate prin programul Cultură al Uniunii Europene, care își propune să promoveze mobilitatea transfrontalieră a profesioniștilor din domeniul cultural și muzical, să încurajeze circulația transnațională a produselor culturale și Artistulice și să sprijine dialogul intercultural.

## Câștigătorii ediției din 2012
| Țara          | Artistul               | Albumul              |
| ------------- | ---------------------- | -------------------- |
| Austria       | Elektro Guzzi          | Elektro Guzzi        |
| Belgia        | Selah Sue              | Selah Sue            |
| Danemarca     | Agnes Obel             | Philharmonics        |
| Franța        | Ben l’Oncle Soul       | Soulman              |
| Germania      | Boy                    | Mutual Friends       |
| Irlanda       | James Vincent McMorrow | Early in the Morning |
| Țările de Jos | Afrojack               | Lost and Found       |
| România       | Alexandra Stan         | Saxobeats            |
| Suedia        | Swedish House Mafia    | Until One            |
| Regatul Unit  | Anna Calvi             | Anna Calvi           |

Câștigătorul Premiului de popularitate: Selah Sue

## Câștigătorii ediției din 2011
| Țara          | Artistul       | Albumul                              |
| ------------- | -------------- | ------------------------------------ |
| Danemarca     | Aura Dione     | Columbine                            |
| Germania      | The Baseballs  | Strike                               |
| Franța        | Zaz            | ZAZ                                  |
| Norvegia      | Donkeyboy      | Caught                               |
| România       | Inna           | Hot                                  |
| Austria       | Saint Lu       | Saint Lu                             |
| Regatul Unit  | Mumford & Sons | Sigh No More                         |
| Suedia        | Miike Snow     | Miike Snow                           |
| Țările de Jos | Caro Emerald   | Deleted Scenes From The Cutting Room |
| Belgia        | Stromae        | Cheese                               |

Câștigătorul Premiului de popularitate: The Baseballs

## Câștigătorii ediției din 2010
| Țara          | Artistul           | Albumul             |
| ------------- | ------------------ | ------------------- |
| Belgia        | Milow              | Milow               |
| Regatul Unit  | Charlie Winston    | Hobo                |
| Germania      | Peter Fox          | Stadtaffe           |
| Austria       | Soap&Skin          | Lovetune for Vacuum |
| Estonia       | Kerli              | Love Is Dead        |
| Suedia        | Jenny Wilson       | Hardships           |
| Portugalia    | Buraka Som Sistema | Black Diamond       |
| Franța        | Sliimy             | Paint Your Face     |
| Țările de Jos | Esmée Denters      | Outta Here          |
| Italia        | Giusy Ferreri      | Gaetana             |

Câștigătorul Premiului de popularitate: Milow

## Câștigătorii ediției din 2009
| Țara          | Artistul       | Albumul                                |
| ------------- | -------------- | -------------------------------------- |
| Franța        | Aaron          | Artificial Animals Riding on Neverland |
| Regatul Unit  | Adele          | 19                                     |
| Danemarca     | Alphabeat      | Alphabeat                              |
| Germania      | Cinema Bizarre | Final Attraction                       |
| Franța        | The Dø         | A Mouthfull                            |
| Țările de Jos | Kraak & Smaak  | Boogie Angst                           |
| Danemarca     | Ida Corr       | One                                    |
| Suedia        | Lykke Li       | Youth Novels                           |
| Irlanda       | The Script     | The Script                             |
| Regatul Unit  | The Ting Tings | We Started Nothing                     |

## Câștigătorii ediției din 2008
| Țara         | Artistul           | Albumul                            |
| ------------ | ------------------ | ---------------------------------- |
| Belgia       | Reborn             | Fools Rush In                      |
| Danemarca    | Dúné               | We are in there, you are out there |
| Finlanda     | Sunrise Avenue     | On The Way To Wonderland           |
| Franța       | Ayo                | Joyful                             |
| Germania     | Cascada            | Everytime We Touch                 |
| Irlanda      | Dolores O'Riordan  | Are You Listening?                 |
| Polonia      | Hemp Gru           | Klucz                              |
| Spania       | Miguel Ángel Muñoz | M.A.M.                             |
| Suedia       | Basshunter         | LOL <(^^,)>                        |
| Regatul Unit | The Fratellis      | Costello Music                     |

## Câștigătorii ediției din 2007
| Țara         | Artistul           | Albumul              |
| ------------ | ------------------ | -------------------- |
| Belgia       | Gabriel Ríos       | Ghostboy             |
| Germania     | Tokio Hotel        | Schrei               |
| Franța       | Ilona Mitrecey     | Un monde parfait     |
| Grecia       | Elena Paparizou    | My Number One        |
| Regatul Unit | Corinne Bailey Rae | Corinne Bailey Rae   |
| Irlanda      | Celtic Woman       | Celtic Woman         |
| Italia       | Vittorio Grigolo   | In the Hands of Love |
| Polonia      | Blog 27            | Lol                  |
| Suedia       | José González      | Veneer               |
| Spania       | Beatriz Luengo     | Beatriz Luengo       |

## Câștigătorii ediției din 2006
| Țara         | Artistul            | Albumul              |
| ------------ | ------------------- | -------------------- |
| Belgia       | Sarah Bettens       | Scream               |
| Danemarca    | Hush                | A Lifetime           |
| Germania     | Juli                | Es ist Juli          |
| Franța       | Amel Bent           | Un jour d'été        |
| Regatul Unit | KT Tunstall         | Eye to the Telescope |
| Irlanda      | Hal                 | Hal                  |
| Suedia       | Arash               | Boro Boro            |
| Spania       | Bebe                | Pafuera Telanaras    |
| Ungaria      | Heaven Street Seven | Get Out And Walk!    |

## Câștigătorii ediției din 2005
| Țara         | Artistul        | Albumul                      |
| ------------ | --------------- | ---------------------------- |
| Danemarca    | The Raveonettes | Chain gang of love           |
| Germania     | Wir sind Helden | Die Reklamation              |
| Finlanda     | Redrama         | Every Day Soundtrack         |
| Franța       | Corneille       | Parce que l'on vient de loin |
| Regatul Unit | Katie Melua     | Call Off the Search          |
| Irlanda      | Damien Rice     | O                            |
| Italia       | Benny Benassi   | Hypnotica                    |
| Polonia      | Myslovitz       | Korova Milky Bar             |
| Suedia       | Ana Johnsson    | The Way I Am                 |

## Câștigătorii ediției din 2004
| Țara         | Artistul      | Albumul              |
| ------------ | ------------- | -------------------- |
| Belgia       | Lasgo         | Some Things          |
| Danemarca    | Saybia        | The Second You Sleep |
| Germania     | Masterplan    | Masterplan           |
| Franța       | Carla Bruni   | Quelqu'un m'a dit    |
| Regatul Unit | The Darkness  | Permission To Land   |
| Irlanda      | The Thrills   | So Much For The City |
| Italia       | Tiziano Ferro | Rosso Relativo       |
| Portugalia   | Mariza        | Fado Em Mim          |
| Spania       | Las Ketchup   | Hijas del Tomate     |